# Zawadka (województwo dolnośląskie)
Zawadka – wieś w Polsce położona w województwie dolnośląskim, w powiecie średzkim, w gminie Malczyce.
Do 2023 r. miejscowość była przysiółkiem wsi Szymanów.
W latach 1975–1998 przysiółek należał administracyjnie do województwa wrocławskiego.